# Triodanis perfoliata
Triodanis perfoliata — вид рослин родини Дзвоникові.

## Назва
В англійській мові має назву «Венерине люстерко» (англ. Venus' looking glass). Ця назва, ймовірно, стосується блискучого насіння спорідненого європейського виду.

## Будова
Має пурпурно-блакитні квіти, що з'являються над віялоподібним листком на довгих стеблах-пагонах 15-60 см заввишки. Квітне від весни до пізнього літа. В один момент часу відкриті лише кілька квіток.

## Поширення та середовище існування
Зростає у сухих лісах у обох Америках від Канади до Аргентини. Він також натуралізований у Китаї, Кореї та Австралії.

## Галерея

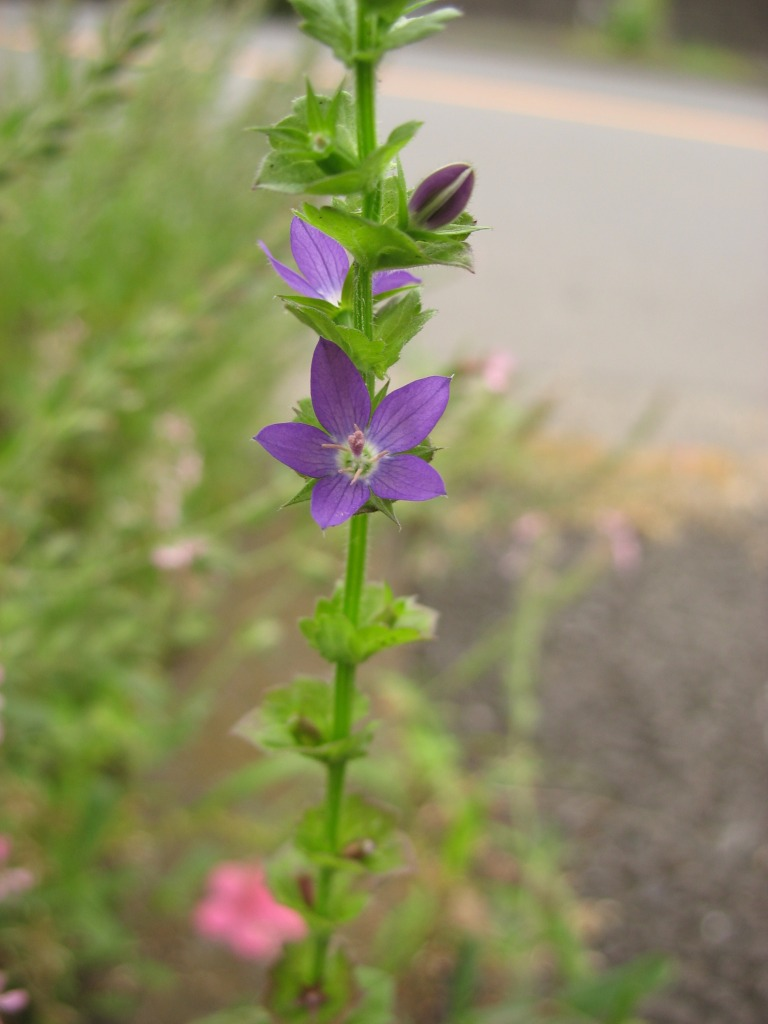
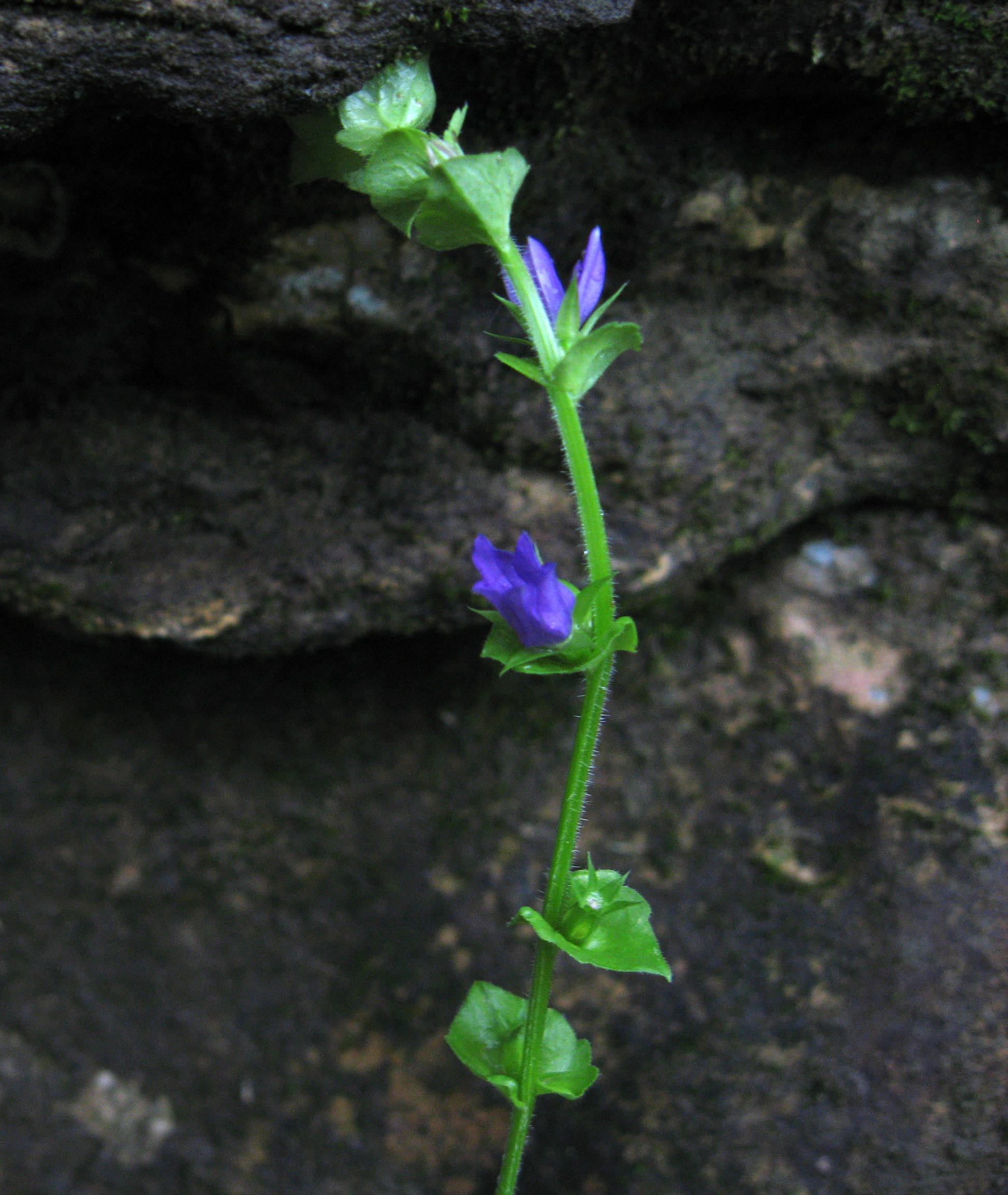
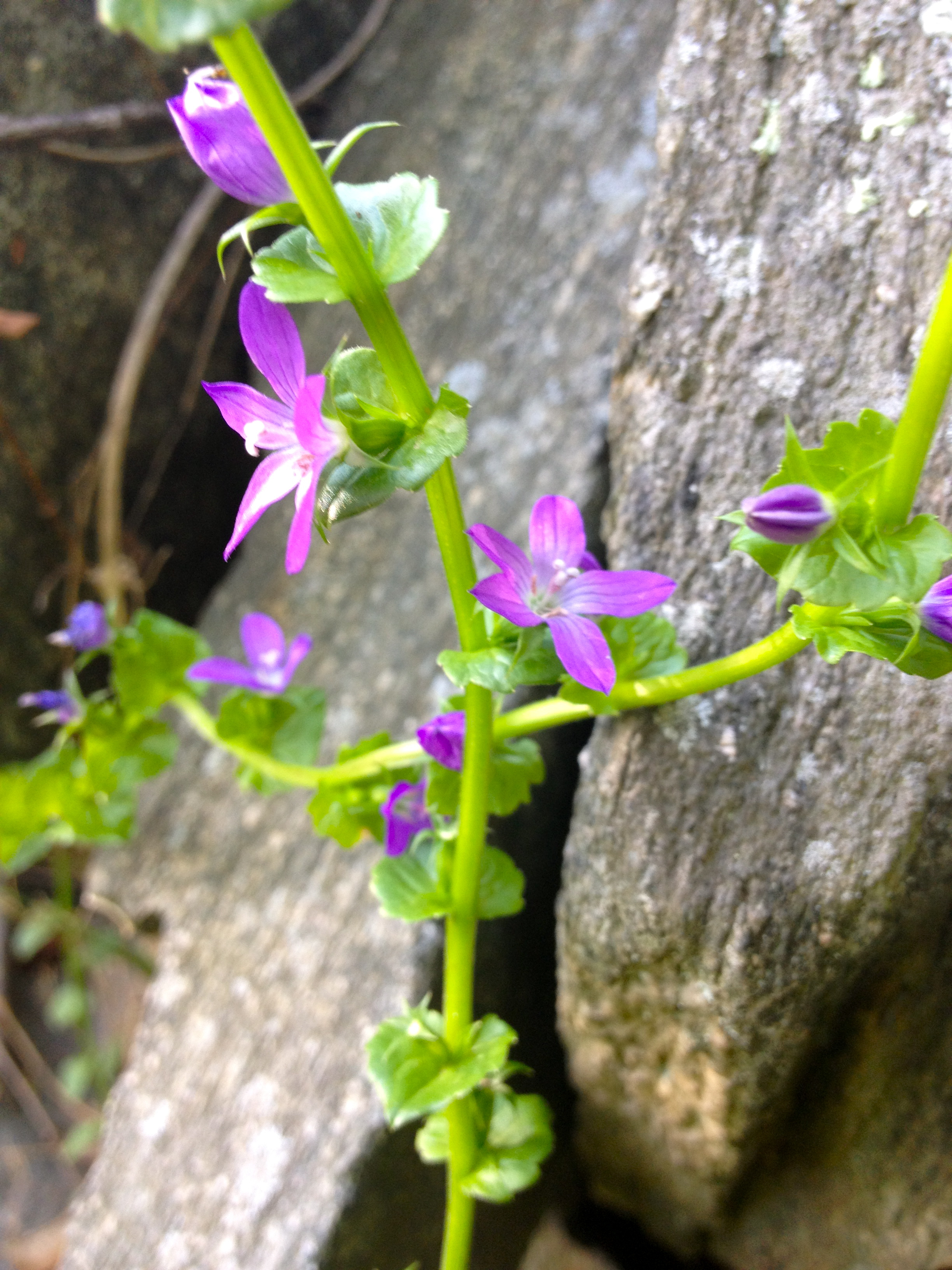